# Szilárd Suhajda
Szilárd Suhajda (Békéscsaba, 29 de junio de 1982 - Monte Everest, 29 de mayo de 2023) fue un alpinista húngaro, que falleció en una ascensión en solitario al Everest.

## Carrera
Nacido en Békéscsaba, estuvo muy vinculado a la ciudad de Esztergom. Empezó a escalar de niño con su abuelo, e iba a campamentos de senderismo con su escuela en verano, durmiendo en tiendas de campaña y explorando las montañas. De profesión profesor de inglés, comenzó una etapa como mochilero, y después viajó a los Cárpatos, a Transilvania y a los Alpes con los grupos de escaladores de Esztergom. En 2014, él y Csaba Varga, de Oradea, escalaron el Broad Peak, el duodécimo pico más alto del mundo, sin utilizar botellas de oxígeno.
En 2019, se convirtió en el primer húngaro en escalar el K2, considerada una de las montañas más difíciles del mundo, sin guía ni oxígeno, y en enero de 2022 anunció que ahora se centraría en los Cinco Grandes.
En la siguiente etapa de la serie, en mayo de 2022, conquistó con éxito el Lhotse, de nuevo en solitario y sin guía ni botella de oxígeno.
Su siguiente objetivo era escalar el miembro más alto de los Cinco Grandes, el monte Everest. Partió del campamento base a 5 500 metros el 21 de mayo de 2023 para utilizar los campamentos establecidos previamente para escalar la montaña más alta de la Tierra el 24 de mayo de 2023. Lo planeó todo al estilo alpino clásico, sin botellas de oxígeno ni sherpas de escalada.
El 24 de mayo de 2023, durante el ascenso a la cumbre, se perdió el contacto por radio con él. En la noche del 25 de mayo, tras recibir información de que el alpinista estaba inconsciente en el paso Hillary, a 8 780 metros de altitud, con congelación y signos de edema cerebral de gran altitud, el equipo de refuerzo acordó con la agencia nepalesa que proporcionaba la expedición realizar un ascenso en helicóptero hasta aquel punto, en la que pudieran ver a Suhajda en la mañana del 26 de mayo, enviando al mismo tiempo a sherpas a recoger al alpinista, que esperan poder alcanzar a última hora del 26 de mayo.
El 27 de mayo de 2023, el equipo de rescate no consigue encontrarlo y, al no ver ninguna posibilidad de encontrarlo con vida dadas las circunstancias, suspendieron la búsqueda. Un año más tarde, los sherpas encargados de la limpieza de la montaña, planeaban bajar todos los cuerpos que pudieran. La esposa de Szilárd y madre de su pequeño hijo Soma, la alpinista Legindi Timea, pidió explícitamente que de hallarlo, lo dejaran en la montaña, tanto por no poner a nadie en peligro como por no perturbar el descanso final del difunto.